# Coreca
Coreca Amantea településrésze, Cosenza megyében, (Kalábriában). Lakossága mintegy 700 fő.

## Fekvése
A település a Tirrén-tenger parján fekszik, ami nyugatról határolja. Délről Campora San Giovanni, északról pedig Amantea település határolja. A települést sziklás dombok határolják keletről. A település 60 km-re fekszik a megyeszékhelytől, Cosenzatól.

## Története
A település területén már ókori görög telepesek is éltek. A települése neve Κόρακας (Korakas) volt.